# Stitswerd
Stitswerd (Gronings: Stivverd) is een dorp in de gemeente Het Hogeland, in de Nederlandse provincie Groningen. Het aantal inwoners van het dorp per 1 januari 2023 is onbekend, omdat het CBS de BAG-woonplaats "Stitswerd", niet als zodanig afgebakende wijk/buurt heeft ingedeeld. Voor het CBS maakt Stitswerd onderdeel uit van de veel grotere buurt "Buitengebied Kantens". Er staan ongeveer 30 huizen in het dorp. In het postcodegebied van Stitswerd wonen ongeveer 120 mensen.
Het kleine dorp heeft door de eeuwen heen door zijn beperkte omvang en kleinschalige uitstraling steeds tot de verbeelding gesproken. Zo schreef de rondreizende Wehester onderwijzer Jan Gerrit Rijkens: "Waarlijk, Stitswerd heeft veel van een zoogenaamden Engelschen tuin; de nederige huisjes zijn als ware het zoo los weg uit de hand, in verschillende partijen rond gezet." Van der Aa beschreef Stitswerd als "een klein, maar oud dorp, welks huizen zeer verward dooreen staan, om een bochtige kleiweg, de Knolweg genaamd". Volgens de Rottumer onderwijzer Jacob Tilbusscher werd het dorp vroeger in de volksmond ook wel Leuje Brussel ('Klein-Brussel') genoemd vanwege de geringe omvang van het dorp. In 1973 schaarde burgemeester Cor Bernard (van Kantens en Usquert) Stitswerd met Rottum en Eppenhuizen onder de 'kabouterdorpen'. Buursma ten slotte noemt het een dorpje met een 'pittoresk karakter' vanwege het ensemble met veel woningen uit de 19e eeuw. Het dorp werd onder andere geschilderd door Johan Dijkstra van de Groninger kunstkring De Ploeg.
Een oude schimpnaam voor de inwoners van het dorp is Brageltrappers, waarbij bragelen slaat op 'lopen in natte klei'. De omgeving van Stitswerd bestaat namelijk uit klei die met name in de winter erg nat kan zijn.

## Geografie

### Omgeving
Stitswerd ligt tussen de dorpen Onderdendam, Middelstum, Toornwerd, Kantens en Rottum. Aan westzijde wordt het door de Delthe (nu het Usquerdermaar) gescheiden van het grondgebied van Warffum. De bodem rond Stitswerd bestaat uit vruchtbare klei met daaronder een ijzeroer houdende laag (ter plaatse rodoorn genoemd). Vroeger werd in de omgeving van Stitswerd knikklei gewonnen voor de tichelwerken en steenfabrieken in de omtrek.
Stitswerd vormde vroeger een van de vijftien kerspelen van het onderkwartier Oosterambt (later Oosterambtsteradeel) van de landstreek Hunsingo. Het viel onder de rechtstoel Kantens in Hunsingo, samen met Eppenhuizen, Startenthuizen en Eelswerd. Deze rechtstoel was in handen van de heren van de Klinkenborg in Kantens. Begin negentiende eeuw werd het dorp onderdeel van de gemeente Kantens, die in 1990 opging in de gemeente Hefshuizen (vanaf 1992 Eemsmond geheten). Eemsmond ging per 1 januari 2019 op in de gemeente Het Hogeland. Waterstaatkundig vormde de Stitswerder eed eveneens onderdeel van het Oosterambt, dat onder het waterschap Winsumer- en Schaphalsterzijlvest viel.
Het dorp wordt omsloten door de Polder Kooi of Kikkerpolder in het noordoosten, de Stitswerderwoldpolder in het noordwesten, de Polder Menkeweer in het zuidwesten en de Polder Anderwereld in het zuidoosten. Omstreeks 2000 was er sprake van een plan voor een waterberging ter grootte van 550 hectare tussen Kantens, Middelstum, Onderdendam en Stitswerd onder de naam polder de Delthe. Na hevige protesten werd dit voornemen uiteindelijk afgeblazen.

### Dorp
De huizen van Stitswerd liggen op en rond een wierde, die uitsteekt tot 2,8 meter boven NAP. Dit is steeds goed te zien als men naar het dorp reist via de toegangswegen die slingeren door het marenlandschap. Dat het nog zo zichtbaar is komt vooral doordat er weinig buiten de wierde is gebouwd. Het dorp telt vier straten, waarvan de Stiel ("steil") de centrale straat op de wierde is. De Stiel en de Stitswerderweg vormen oude radiaalwegen. Centraal in het dorp aan de Stiel staat de voormalige pastorie, die tegenwoordig dienstdoet als dorpshuis. Aan noordzijde van de Stiel staat de dorpskerk, die aan de rand van een afgegraven stuk van de wierde staat. Aan zuidzijde staan aan de Akkemaweg de vroegere kosterij en lagere school. De Akkemaweg en de Havenweg vormden vroeger onderdeel van de nu niet meer bestaande ossengang. Aan noord-, oost- en zuidzijde van het dorp bevinden zich drie boerderijen, waarvan de noordelijke en zuidelijke nog een agrarische bestemming hebben. De meeste huizen in het dorp dateren van vóór 1900 en zijn eenvoudig van aard. In de jaren 1990 is de inrichting van de wegen en straatverlichting aangepast om het karakteristieke 19e-eeuwse geheel van het dorp te benadrukken. Het dorp is met de Delthe verbonden door de Stitswerdermaar die aan de Havenweg in het noordwesten van het dorp uitloopt op een haventje, dat tegenwoordig alleen geschikt is voor kano's.
Het dorp telt geen voorzieningen zoals winkels en scholen, waarvoor de bewoners zijn aangewezen op nabijgelegen plaatsen als Kantens en Usquert. Vroeger had het dorp een klein bibliotheekje in het dorpshuis, maar sinds 1983 wordt het dorp eens per week aangedaan door een bibliobus. Het dorp heeft geen aansluiting op het openbaar vervoer, zodat de inwoners zijn aangewezen op de buslijn die een paar kilometer zuidelijker loopt langs de provinciale weg tussen Onderdendam en Middelstum. De dichtstbijzijnde treinhaltes zijn station Usquert (7 km) en station Bedum (8 km).

## Geschiedenis

### Naam
De eerste vermelding van Stitswerd is in de negende eeuw (in een kopie uit de jaren 1150), toen de plaats Stukisweret werd genoemd. In de tiende of elfde eeuw wordt de plaats Stucciasuurð genoemd, in de 11e eeuw ook Stikkesuurð. en in 1234 noemt Emo van Bloemhof het zijn kroniek Stetheswerd. In 1378 wordt de plaats voor het eerst Stitswerd genoemd, in 1383 Steysward. Van Berkel en Samplonius (2007) denken dat de 'k' in Stukisweret werd gepalataliseerd tot 'ts', wat zij een Fries relict noemen. Zij verklaren de naam vanuit het Oudfriese uurð ('wierde', 'bewoonde hoogte') en de mansnaam Stukki. Verouderde verklaringen zijn dat stuccias zou verwijzen naar 'stukkies' of de wierde van de 'stuks' (Wobbe de Vries), de wierde van het 'sticht' (klooster) van Rottum (Ter Laan), of dat Stetisvurt 'woonstede op een wierde' zou betekenen (Holtman). De rechtshistoricus Karl von Richthofen verwarde de plaats met Stocksterhorn en gaf het Proostmeer de naam van Stukwarder meer.

### Archeologie
Stitwerd is rond het begin van de jaartelling ontstaan in een laagvlakte binnen de boogvormige kwelderwal die vanuit Adorp eerst naar het noorden loopt via Warffum en Usquert en vervolgens naar beneden afbuigt via Rottum, Kantens en Middelstum. Mogelijk is Stitswerd een dochternederzetting van een van deze dorpen. De laagvlakte overstroomde regelmatig, met name in de winter, waardoor de bewoning zich concentreerde op wierden als Stitswerd en andere omringende wierden als Barghuis, Eelswerd, De Knol, Kokshuis en Zuidwende. De landerijen werden min of meer radiair verkaveld vanuit de wierde van Stitswerd, hetgeen nu nog op verschillende plekken zichtbaar is aan de ongelijkmatige naar buiten lopende scheidingssloten.
Bij opgravingen in de jaren 1990 zijn verschillende bewoningslagen in de wierde gevonden. De onderste lagen van de wierde van Stitswerd dateren uit de 1e tot 4e eeuw. Uit deze tijd zijn Romeinse munten, scherven aardewerk en smeldhaardjes voor bronsbereiding gevonden. De eerste eeuwen moeten voor het dorp betrekkelijk welvarend zijn geweest, maar dit veranderde na de stijging van de zeespiegel in de vroege middeleeuwen, toen brak water werd afgezet op de lage landerijen rondom en deze bedekt raakten met riet, biezen en broekbossen met wilgen. Vermoedelijk vormde de Delthe ten westen van Stitswerd een grote barrière, want er zijn nooit wegen die kant op aangelegd. Dit gebied wordt ook wel Stitswerderwold genoemd, waarbij -wolde wijst op de vroegere aanwezigheid van vochtige, dichtbegroeide of venige kleigronden. Vermoedelijk werd de wierde daarom rond de vierde eeuw verlaten, want uit de eeuwen erna zijn geen vondsten gedaan. In deze eerste eeuwen zal de diameter van de wierde mogelijk ongeveer 40 meter kleiner zijn geweest. De wierde werd in de loop der tijd opgehoogd met zoden.
In de achtste of negende eeuw, in de Karolingische periode, werd de wierde waarschijnlijk weer bevolkt en ditmaal definitief. Uit de negende of tiende eeuw dateren een spinsteentje en scherven van grof Karolingisch vaatwerk. Bij de Stiel werden de resten van een verbrand huis blootgelegd, wat volgens amateurhistoricus Menko Holtman mogelijk een driebeukige hallenhuisboerderij zou kunnen zijn geweest. Hij veronderstelt dat het pad dat in de ondergrond van de Stiel gevonden werd mogelijk al vóór de twaalfde eeuw werd aangelegd. Er zullen in die tijd mogelijk een tiental boerderijen rond de wierde hebben gestaan, waarvan de landerijen straalsgewijs achter de boerderijen lagen. Uit de opgravingen wordt ook afgeleid dat de ophoging van de wierde waarschijnlijk rond de twaalfde eeuw is gestopt, nadat men dijken was gaan aanleggen.

### Middeleeuwen
Opvallend is de omvang van het kloosterbezit in de omgeving van Stitswerd. Het dorp wordt vanaf de negende eeuw genoemd in de goederenregisters van de Abdij van Werden. Ook bezat het klooster Überwasser te Münster hier tienden. Dat is een teken dat zich in deze omgeving koningsgoed bevond, wellicht verbonden met het hof in Baflo, en dat de hoogste gezagdragers betrokken zijn geweest bij de ontginning van het laagland achter de kwelderwal. Ook het latere voorwerk Barghuis bij Onderdendam wordt al rond het jaar 1000 genoemd. Vanaf de twaalfde eeuw (maar mogelijk al veel eerder) werden de woeste gronden aan westzijde van Stitswerd opnieuw in cultuur gebracht. Deze gronden kunnen herkend worden aan de regelmatige verkavelingsblokken..De topnomiemen Zuidwende, Stitswerderwold en Rodewolt wijzen eveneens op grootschalige ontginningen. De landerijen van Werden kwamen in 1284 met het voorwerk Zuidwende in handen van de Johannietercommanderij Warffumklooster.
In de dertiende eeuw kreeg Stitswerd een stenen kerk, gewijd aan Sint Joris, en ging het een eigen kerspel vormen. Het was waarschijnlijk een dochterparochie van Kantens en/of Eelswerd (Rottum).
De kroniek van Bloemhof schrijft dat in 1234 een kluizenaar in Stitswerd woonde die ageerde tegen twee predikheren (dominicanen) die opriepen tot een kruistocht tegen de Stedingers. Deze bedelmonniken hadden al eerder de bevolking van Appingedam tegen zich in het harnas gejaagd. De predikheren namen wraak door hem aan te klagen bij de stad Groningen. Hij werd gevangengenomen en gaf toe zich schuldig te hebben gemaakt aan allerlei heidense gebruiken. Hij belandde bijna op de brandstapel, maar werd uiteindelijk veroordeeld tot levenslange opsluiting in een donker hol onder de grond in het klooster Juliana, waar hij eerder monnik was geweest.
In 1530 telde Stitswerd volgens de 'aanbreng van landerijen' twaalf boeren en enkele andere landgebruikers in en rond het dorp. In 1717 werd Stitswerd net als veel andere dorpen in de omgeving getroffen door de Kerstvloed, waarbij in Stitswerd vier mensen om het leven kwamen en 17 paarden, 38 runderen en ongeveer 70 schapen.

### Recente geschiedenis

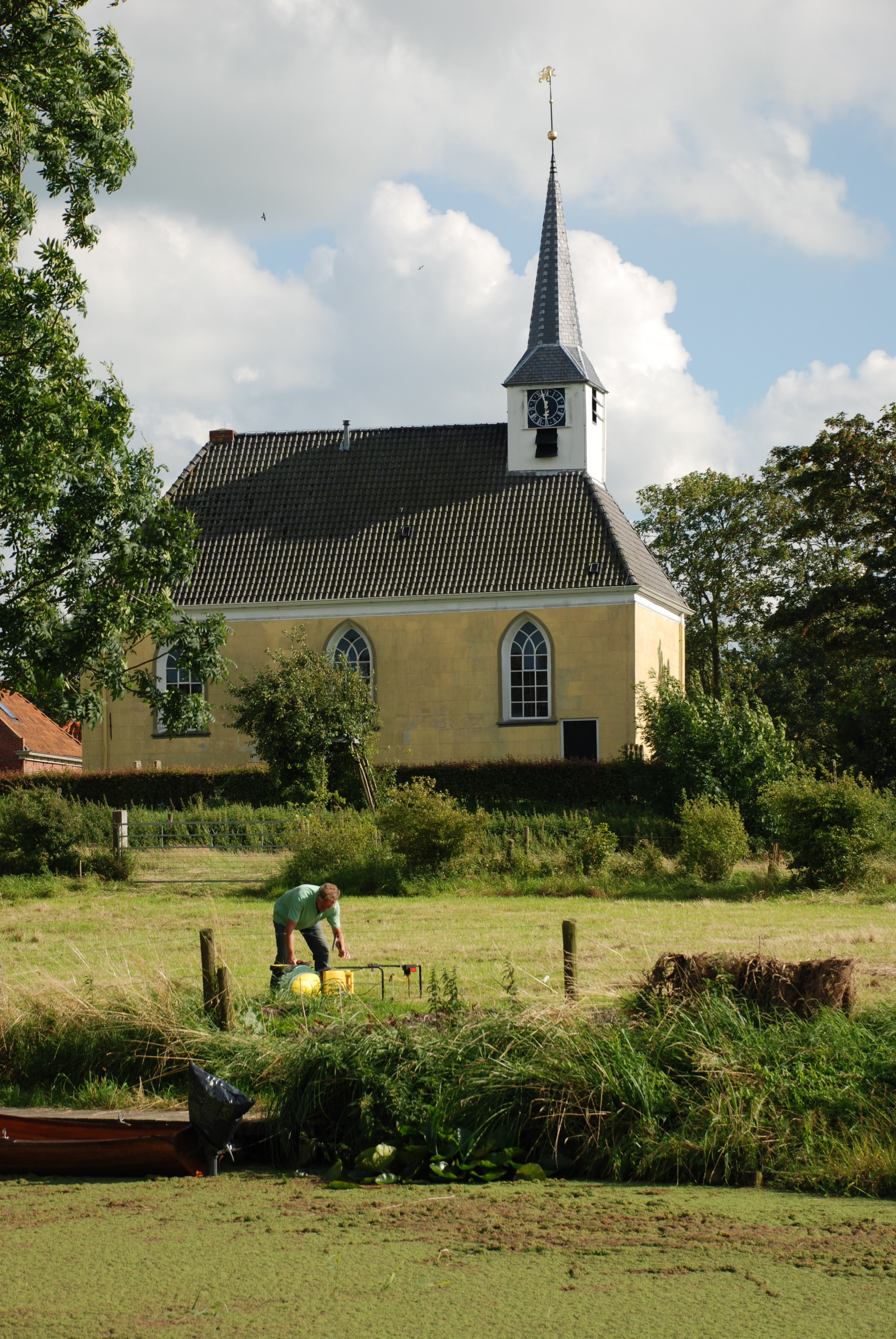
De dorpskerk gezien vanaf de andere zijde van het dorpshaventje

In 1815, vlak na de Franse tijd, stuurde gouverneur Van Imhoff een brief naar burgemeester Sluis van Kantens, waarin hij werd opgeroepen een einde te maken aan de vechtpartijen in het dorp die soms uitbraken tussen koningsgezinde 'oranjeklanten' en dorpelingen die de monarchie liever niet weer op de troon zagen komen. Officier van de rechtbank Sevenster van Appingedam dacht echter dat er mogelijk een gewapende opstand was uitgebroken in Stitswerd en dat deze zich zelfs zou hebben uitgebreid naar Kantens, waar de hoefsmid wapens voor de opstandelingen zou hebben vervaardigd. De burgemeester deed onderzoek en kwam erachter dat er geen sprake was van een opstand, maar enkel van vechtpartijen. De smid ontkende er iets mee te maken te hebben en Sluis noemde deze aantijging van Sevenster dan ook "geheel valsch".
Het dorp groeide in de loop der tijd langzaam verder uit, maar bleef een arme gemeenschap. Hulpprediker Hemmo Dijkema noemde zijn kerkgemeente in 1839 'voor verreweg het grootste gedeelte zeer armoedig" en gaf aan dat deze bekendstond als "eene der behoeftigste in de gehele provincie". Volgens het schoolmeestersrapport uit 1828 bestond de bedrijvigheid in het dorp toen uit 2 kruidenierswinkels, 2 schoenmakers, 2 timmerlieden, 1 kleermaker, 3 herbergiers en korenschippers.
Rond 1850 bereikte het dorp min of meer zijn huidige omvang. Sindsdien is het nauwelijks nog uitgebreid. De straten in het dorp waren toen reeds gedeeltelijk verhard, maar buiten het dorp lagen alleen kleiwegen die een groot deel van het jaar moeilijk of niet begaanbaar waren. Rond 1875 kwam hierin verandering toen er een aantal puin- en grindpaden werden aangelegd rondom het dorp.
Begin 20e eeuw werd de wierde van Stitswerd deels afgegraven. Volgens Holtman werden reeds rond 1910 delen van de wierde afgegraven door 'Terpstra van Leens en scheepsbevrachter Meijer van Onderdendam' onder leiding van de heer Bakker. Volgens Boer werd echter pas in 1920 begonnen met het afgraven onder leiding van landbouwer Jacob Hessel Dethmers, die eerder al een deel van de wierde van Rottum had afgegraven. In mei 1926 meldde archeoloog Van Giffen dat hij het jaar ervoor ook de afgravingen van de wierde van Stitswerd had onderzocht. In 1938 werd de wierde naast de kerk afgegraven door de eigenaar van boerderij (Oud) Zuidwende. Hierdoor ligt het maaiveld hier sindsdien 3 meter lager dan de kerk.
De middenstand in Stitswerd betond in de eerste helft van de 20e eeuw onder andere uit een bakkerij (Stitswerderweg 4), een kruidenier (Stiel 2, afgebroken), een smederij met benzinepomp (Stitswerderweg 14, later timmerwerkplaats), een kuiperij of wagenmakerij (Havenweg 1, afgebroken), een pel- en korenmolen (achter Havenweg 6, afgebroken) en een tweetal cafés (Stiel 1 en Akkemaweg 11). In 1928 werd door de gemeente een noodslachterij gebouwd (huisje met oranje dak achter Stiel 2). In 1927-28 werd het dorp voorzien van riolering en werd de los- en laadplaats aan het haventje verbeterd. Echter, reeds in de jaren 1930 was het animo voor de haven schijnbaar zover teruggelopen dat de gemeente besloot deze deels te dempen. In 1928 werd het dorp aangesloten op het stroomnet. Deze aanleg was drie jaar vertraagd doordat een van de zes boeren die moest worden aangesloten hier geen belang bij had en de gemeente de voorwaarde had gesteld dat alle zes boeren zouden moeten worden aangesloten. Omdat deze boer niet wilde meewerken, werd het stroomnet uiteindelijk toch maar aangelegd voor het dorp en de andere vijf boeren.
In de loop der jaren verdween alle bedrijvigheid uit het dorp. In de jaren 1970 deed zelfs de rijdende winkel het dorp niet meer aan. Het dorp werd ook steeds minder agrarisch van karakter en kreeg steeds meer een woonbestemming. Steeds meer huizen werden in de tweede helft van de 20e eeuw verkocht aan 'import'; mensen uit het 'Westen', de 'stad' en de omgeving die de 'rust en ruimte' van Stitswerd verkozen boven de aanwezigheid van voorzieningen. Ook vestigden zich (soms tijdelijk) een aantal kunstenaars in en rond het dorp, zoals schilder Abe Kuipers (jaren 1950) en beeldhouwer Jan Steen (jaren 1960). Clicéontwerper Dielf Jofriet woonde begin jaren 1970 in een huis tegenover het kerkhof dat hij de toepasselijke naam 'Zerkzicht' gaf. Dat het dorp zo in trek is bij mensen van buiten het dorp zorgde er echter ook voor dat de huizenprijzen in het dorp stegen. Volgens een landbouwer werden de huizen in de jaren 1970 vooral bewoond door mensen met een inkomen ver onder modaal, maar was het gemiddelde inkomen na de eeuwwisseling gestegen tot ruim daarboven. Hij vond dit een probleem voor jongeren uit het dorp, omdat zij deze woningen niet konden betalen. Nieuwbouw valt echter niet te verwachten omdat de gemeente in het bestemmingsplan een algeheel verbod op de bouw van nieuwe huizen heeft vastgesteld vanwege het historische geheel van het dorp.
Het historische karakter van het dorp werd in de jaren 1990 versterkt bij de aanleg van een nieuwe riolering. Geasfalteerde wegen werden – op de doorgaande Stitswerderweg na – weer vervangen door klinkerwegen en de bestaande hoge lantaarnpalen werden vervangen door lagere lantaarnpalen met een zwakker schijnsel om de 19e-eeuwse sfeer te benadrukken. Om het dorp wat aantrekkelijker voor het toerisme te maken werd het haventje weer uitgegraven en werd er een kanosteiger annex overstapplaats aangelegd. Rond 2001 wilde men ook een voetpad achter de kerk aanleggen als dorpsommetje, maar na grote verdeeldheid over dit plan werd dit uiteindelijk afgeblazen. Het heraanleggen van het oude voetpad tussen Stitswerd en Kantens in 2008 mislukte eveneens omdat een aantal grondeigenaren niet mee wilde werken.

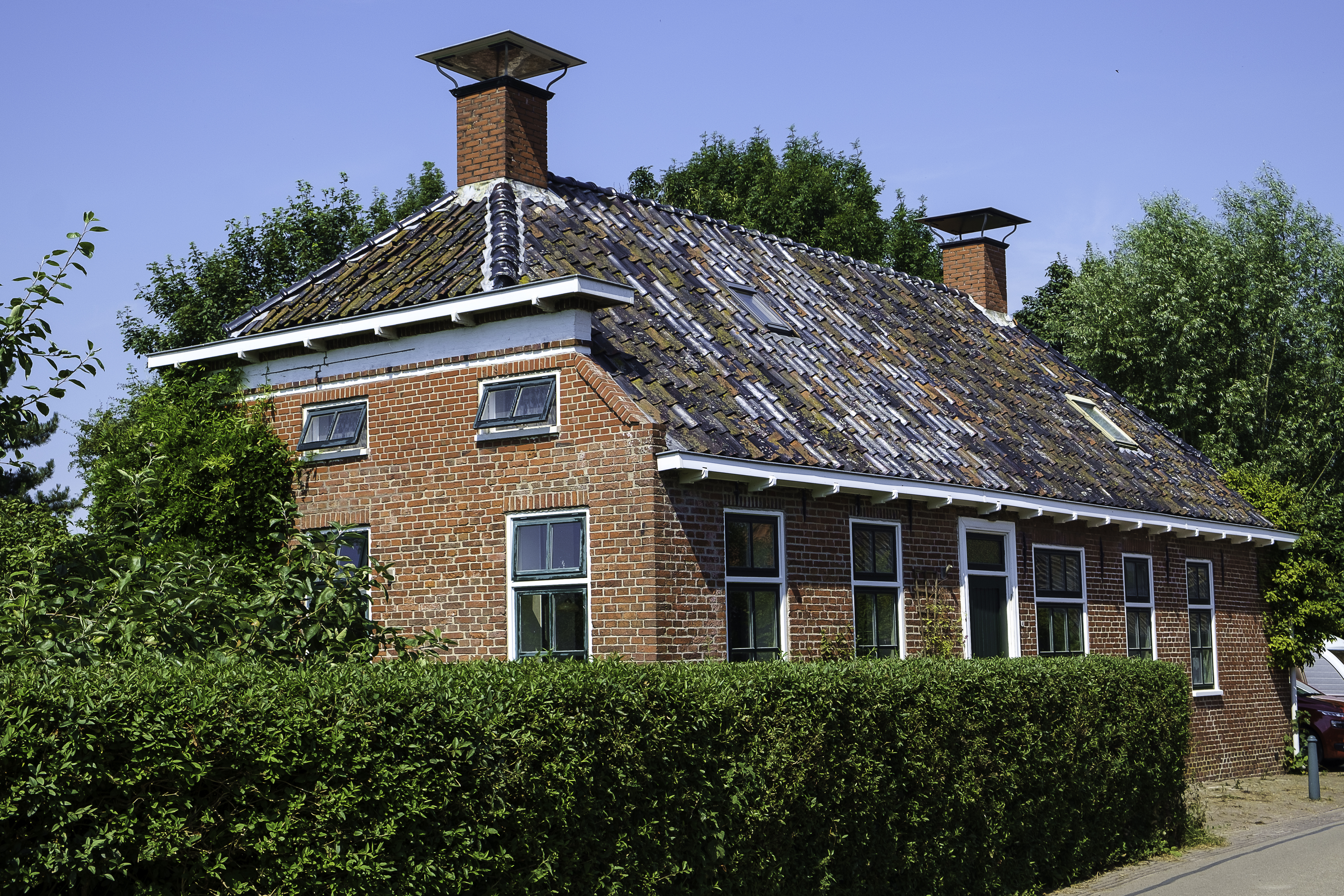
voormalige bakkerij aan de Stitswerderweg 4
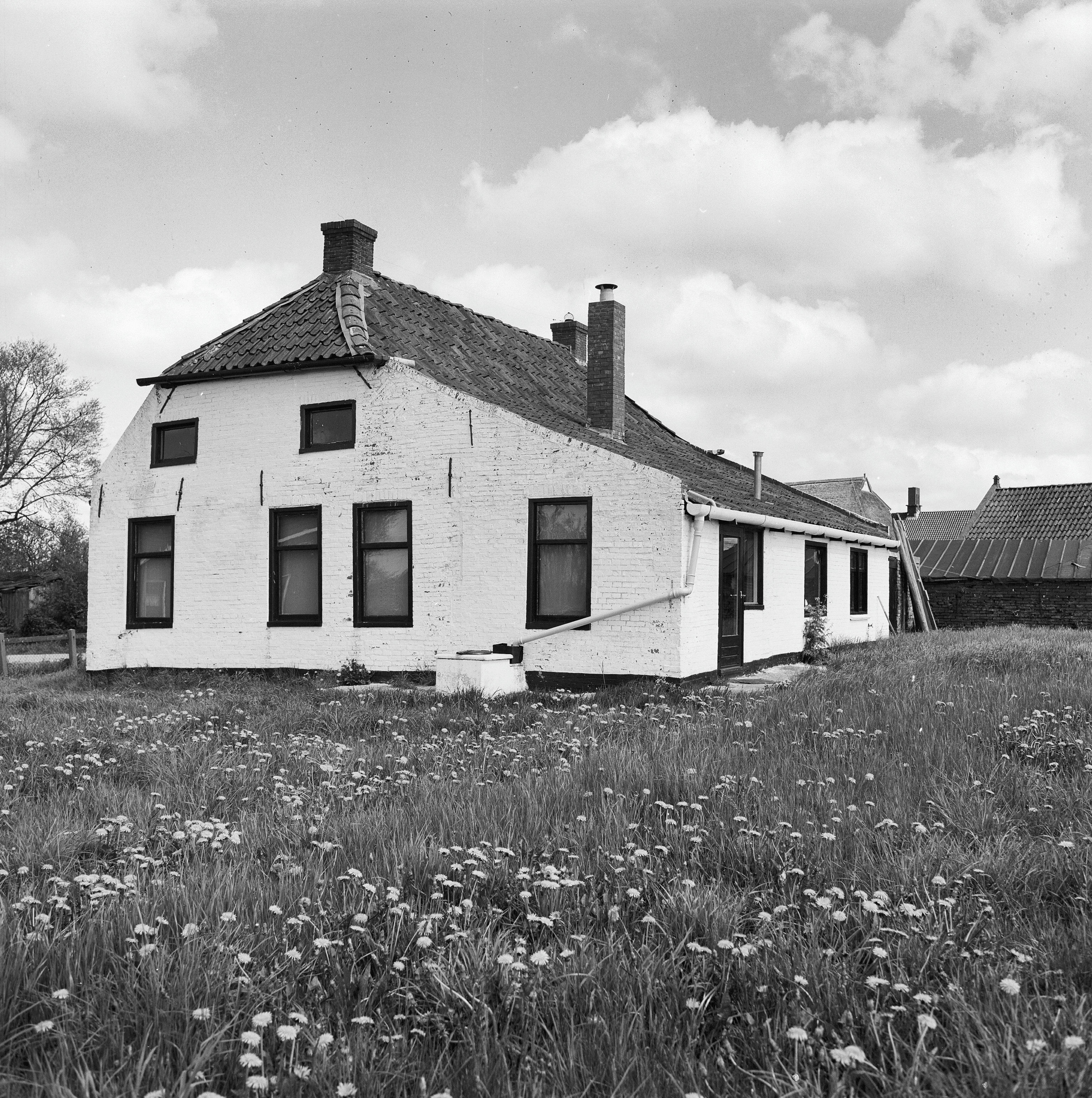
Voormalige kuiperij aan de Havenweg 1 (1969), later afgebroken.

| 165¹                                                         | 203¹ | 231¹ | 179 | 180 | 182 | 180 | 161 | 198¹ | 159 | 145 | 138 | 85 | 110 | 110 | 110 | 70 | 65 | 65 | 60 |
| Data afkomstig van volkstellingen.nl & CBS. ¹inc. buiten kom |      |      |     |     |     |     |     |      |     |     |     |    |     |     |     |    |    |    |    |

## Bebouwing

### Kerk
De Georgiuskerk (naar patroonheilige Joris van Cappadocië) staat aan de rand van het dorp aan de Stitswerderweg 8. De rechtgesloten zaalkerk dateert uit de 13e eeuw en werd sterk verbouwd in de 15e en 19e eeuw. Bij deze laatste verbouwing kreeg de kerk waarschijnlijk ook haar crèmekleurige blokbepleistering aan buitenzijde. Bij de kerk stond tot de 17e eeuw een vrijstaande toren, die vervangen is door een dakruiter waarin een klok uit 1439 hangt. De dakruiter wordt bekroond door een windvaan in de vorm van een leeuw, die verwijst naar de adellijke familie Lewe van de Klinkenborg, die lange tijd het collatierecht in de kerk bezat. Sinds 1973 is de kerk eigendom van de Stichting Oude Groninger Kerken, die de kerk in twee fases liet restaureren in de jaren 1980. De kerk wordt soms nog gebruikt door de protestantse gemeente Kantens-Stitswerd-Rottum, met name voor speciale diensten. Ook heeft het gebouw een maatschappelijke functie. De kerk werd onder andere geschilderd door Ploegschilder Jacob Gerard Hansen.
De kerk heeft een sober interieur, dat in de 19e eeuw tegen de traditie in werd omgedraaid met de preekstoel in het westen en de ingang in het oosten. Centraal staat de 17e-eeuwse preekstoel met bijbehorende zeldzame lessenaar. Ook de banken dateren waarschijnlijk uit die periode. In de kerk ligt een twintigtal grafzerken, waarvan de oudste dateert uit 1639. De kerk heeft geen orgel, maar wel een 2-klaviers harmonium van de firma Hinkel uit 1920.
Het kerkhof rond de kerk is nog altijd in gebruik, is eigendom van de protestantse gemeente en wordt onderhouden door vrijwilligers.

### Pastorie
Aan de Stiel staat de voormalige pastorie. In 1656 werd deze verbouwd, samen met de kerk en de kosterij. In 1839 werd gesteld dat ook de pastorie zich al jaren in 'zeer ellendigen toestand' bevond en dat de pastorie en kosterij 'naauwelijks bewoonbaar' waren. Vanwege de armoede onder de bevolking werd de provincie om geld gevraagd voor het herstel aan de gebouwen. In 1903 werd de pastoriegracht gedempt met grond uit de pastorietuin. In 1908 werd de pastorie verbouwd en in 1938 werd deze gerestaureerd. Nadat het gebouw leeg was komen te staan, werd de pastorie in 1953 ingericht tot dorpshuis.

### School
Aan de Akkemaweg heeft vroeger de lagere school van Stitswerd gestaan. Deze komt voor het eerst voor in 1596, toen de schoolmeester ontslagen werd omdat hij katholiek wilde blijven. De school was vroeger gevestigd in de kosterij aan de Akkemaweg 9. In 1656 werd de kosterij verbouwd met de kerk en de pastorie. In 1838 werd in een rapport gesteld dat de school te klein was. Er waren toen 33 kinderen, waaronder 24 betalende, 2 'onbedeelden' en 7 'minvermogenden'. De onderwijzerswoning was toen ook aan vervanging toe, omdat de woning volgens de inspecteur 'bij storm bijna instort'. In 1845 waren er nog slechts 3 kinderen. In 1848 werd de bouwvallige school vervangen door een nieuwe school aan de Akkemaweg 7. In 1887 kreeg deze school een nieuw portaal en werd er een scheidingsmuur gebouwd. De verbouwing werd echter te laat opgeleverd, waarop de aannemers werden gekort. In 1891 werd een lokaal bijgebouwd aan de zuidzijde. In 1902 werd een nieuwe schoolmeesterswoning gebouwd aan de Akkemaweg 13. Een soortgelijke schoolmeesterswoning werd in 1910 aan de Eppenhuizerweg 28 in Eppenhuizen gebouwd. In 1911 werd de oude kosterij verkocht.
In 1933 telde de school 22 leerlingen. Er werd toen een brief gestuurd naar Stitswerd waarin minister Henri Marchant de burgemeester opriep om de school op te heffen, evenals die van Eppenhuizen en Rottum. De reden daarvoor was dat ze niet voldeden aan de ondergrens van 50 leerlingen. De minister wilde scholen concentreren om beter onderwijs te bieden. De burgemeester wilde de scholen van Rottum en Stitswerd echter liever niet sluiten omdat de beide dorpen ver van andere dorpen aflagen en deze dorpen anders 'ten dode opgeschreven' waren. In 1939 keurde Gedeputeerde Staten van Groningen het openhouden van de school goed. Er werd echter nauwelijks in het gebouw geïnvesteerd en in 1946 verkeerde het gebouw dan ook in verwaarloosde toestand: een van de beide lokalen was buiten gebruik en het andere lokaal was te donker omdat de ramen op het noordwesten stonden, zodat geen zon kon binnentreden. Ook was dit lokaal vochtig en slecht geventileerd door te weinig ramen die geopend konden worden. Verder bevonden de toiletten zich op de verkeerde plek en konden deze niet worden doorgespoeld en ook waren de zolders en vloeren in slechte toestand. De inspectie wilde de school daarom afkeuren tenzij de gemeente nieuwbouw zou plegen. De gemeente wilde echter niet verder gaan dan een verbouwing en dan ook nog eens pas in 1948. In 1957 besloot de gemeenteraad uiteindelijk toch om de school wegens een gebrek aan leerlingen op te heffen. De leerlingen moesten voortaan naar Kantens. De school werd verbouwd tot woonhuis, waarbij het voorportaal werd verwijderd. De schoolmeesterswoning werd in 1961 aan een particulier verkocht.

### Molens
Achter het huis aan de Havenweg 6 stond vroeger de dorpsmolen. Reeds in 1628 wordt melding gemaakt van een standerdmolen, die toen mocht blijven staan, waar veel andere molens in de provincie moesten worden afgebroken omdat er te veel roggemolens waren. In 1653 werd deze molen echter verplaatst naar Kantens. Pas in 1866 werd een nieuwe molen gebouwd op dezelfde plek; een houten achtkante bovenkruier met stelling die dienstdeed als pel- en korenmolen. In 1875 brandde deze molen echter af. Het bijbehorende molenhuis uit 1860 brandde in 2010 af en werd daarop herbouwd. In 1901 werd in opdracht van de lokale korenschipper en cafébaas een kleine achtkante korenmolen gebouwd achter zijn huis aan de zuidkant van de Akkemaweg, die daarvoor dienstgedaan had als poldermolen bij Zuidwolde. Wanneer deze molen werd afgebroken is niet bekend, maar deze staat nog vermeld op de topografische kaart van 1953.
Er heeft nabij Stitswerd een poldermolen gestaan aan de Delthe. Deze achtkante bovenkruier werd in 1877 gebouwd ter bemaling van de polder Menkeweer. Na het gereedkomen van gemaal De Waterwolf bij Electra in 1920 raakte de molen buiten gebruik en in 1932 werd de molen afgebroken.

### Overige gebouwen
Cafés
Stitswerd heeft twee cafés gehad. Aan de Akkemaweg 11 stond café Hamming, een langwerpig 19e-eeuws pand met zadeldak. Vroeger had het pand ook een doorrit, maar deze werd later afgebroken. Het café sloot rond 1920 en vormt tegenwoordig een rijksmonument. Aan de Stiel 1 staat het voormalige café van der Kooi, dat gebouwd werd in 1870 en haar doorrit wel heeft behouden. Dit café sloot rond 1970. Sinds 1982 doet het dorpshuis dienst als café.

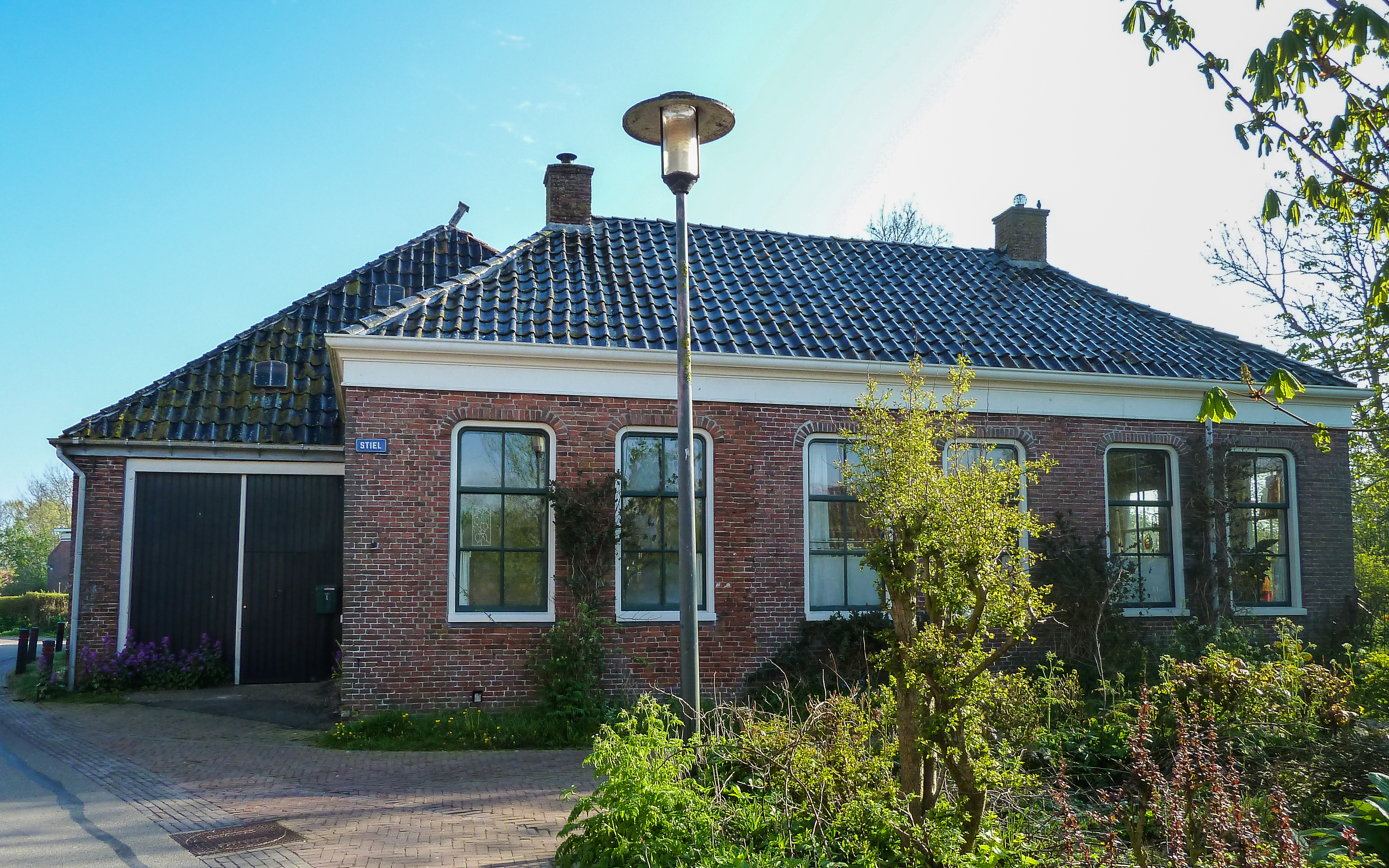
Het voormalige café van der Kooi met doorrid (Stiel 1). Zie ook zijaanzicht.
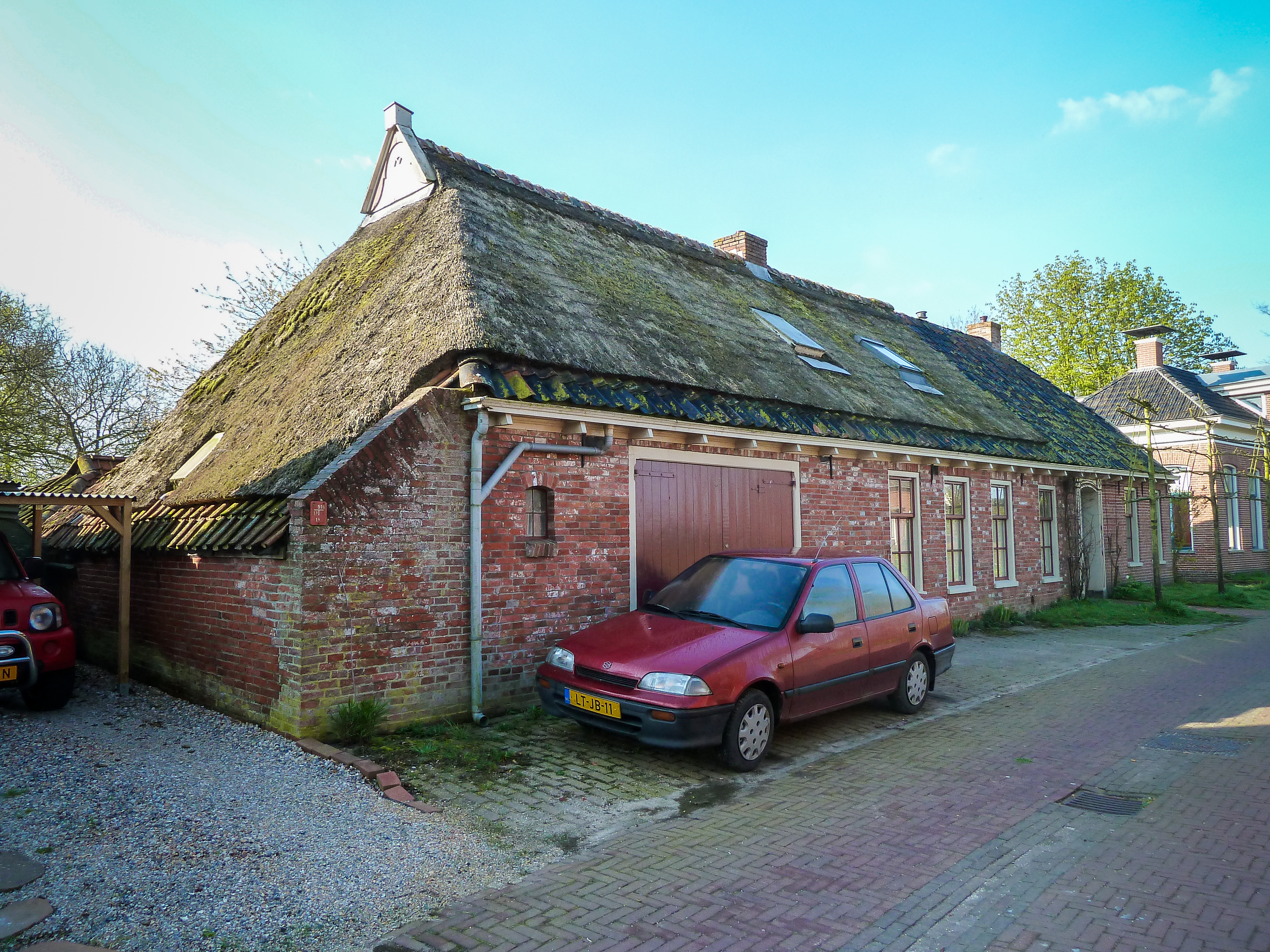
Het voormalige café Hamming (Akkemaweg 11)

Armenhuis
Het huis aan de Stitswerderweg 10 naast de kerk was vroeger het 'kerkhuisje'; een armenhuis.
Boerderijen in de omtrek

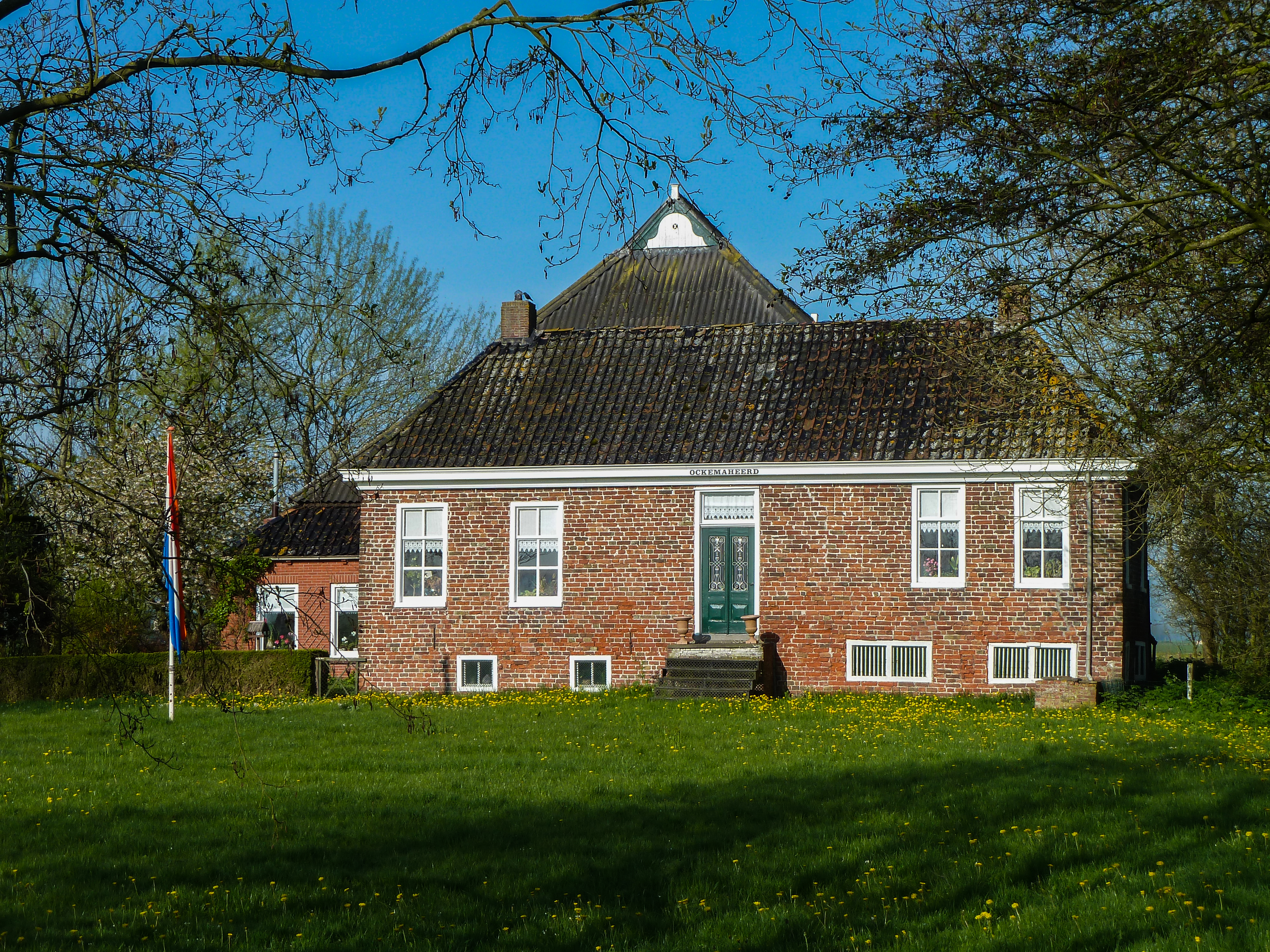
Boerderij Ockemaheerd

Rond Stitswerd staan enkele karakteristieke boerderijen. Aan de zuidwestkant van het dorp staat de Ockemaheerd (Stitswerderweg 16), waarvan het voorhuis in een onbekend jaar werd opgetrokken uit kloostermoppen. De schuur erachter dateert van 1872. Aan de oostkant van het dorp staat boerderij Akkemaheerd (Akkemaweg 5), waarvan de schuur in 1793 werd gebouwd en volgens een gevelsteen in de achtergevel in 1863 werd vernieuwd. Iets ten noorden van het dorp staat de Athemaheerd (Knolweg 8), die na een grote brand in 1936 werd herbouwd en karakteristieke dakuitstulpingen heeft. Langs deze boerderij liep vroeger het kerkepad van Stitswerd via Kokshuis en Delthuizen naar Warffum. Ongeveer een kilometer ten noorden van het dorp ligt de boerderij De Knol (Knolweg 1), waar volgens de overlevering een steenhuis heeft gestaan. De huidige boerderij is waarschijnlijk ontstaan uit een drietal boerderijen en dateert van 1924. Ongeveer 2 kilometer ten westzuidwesten van het dorp staat aan de Delthe de oude kloosterboerderij (Oud) Zuidwende (Stitswerderweg 28), waarvan het voorhuis tot enkele verbouwingen rond 1960 in kloostermoppen was opgetrokken.

#### Stitswerderlaan
Tussen Stitswerd en Kantens heeft lange tijd een voetpad gelopen, die in Stitswerd uitkwam bij de lagere school. Aanvankelijk was dit een kleivoetpad, dat vooral in de winter slecht begaanbaar was. In 1853 pleitten echter de dominee, schoolmeester, herbergier en enkele landbouwers van Stitswerd werd voor een stenen voetpad bij de toenmalige gemeente Kantens. Uiteindelijk werd dit pad in 1857 aangelegd langs de Akkemaheerd in Stitswerd. Het pad werd in de jaren 1950 of 1960 in het midden opgebroken en vervolgens steeds verder weggehaald. Vooral met de ruilverkaveling van 1972 verdwenen grote delen. In de jaren 1990 werd het laatste stukje vanaf de reed vanaf de Akkemaheerd weggehaald, waardoor alleen nog een stukje in Kantens tot aan de sportterreinen aldaar resteert. In 2008 werd een verzoek ingediend bij de toenmalige gemeente Eemsmond om het pad weer aan te leggen, maar een aantal landbouwers wilde hier niet aan meewerken.

## Sport en vermaak
Het dorp heeft sinds 2006 een jeu-de-boulesclub genaamd Numéro Six; naar het pand Stitswerderweg 6 waar het wedstrijdveld tegenover ligt, naast de kerk. In 2010 werd met financiële steun van de gemeente een nieuwe jeu-de-boulesbaan aangelegd op deze plek.
Ongeveer een kilometer ten zuiden van Stitswerd ligt sinds 1972 het veld van de modelvliegclub Avio Eelde. Deze club startte aanvankelijk in Eelde, maar kwam al snel hier terecht. In 1981 onderhandelde men met de gemeente Groningen over een nieuw terrein bij Essen (bij Haren), maar na bezwaren van omwonenden werd dit niet gehonoreerd door de gemeente en daarom is de club op het veld bij Stitswerd gebleven.
Sinds ongeveer 1979 wordt in Stitswerd jaarlijks rond mei het festival 'Stitswerd op z'n kop' georganiseerd met festiviteiten van en voor dorpsbewoners.

## Trivia

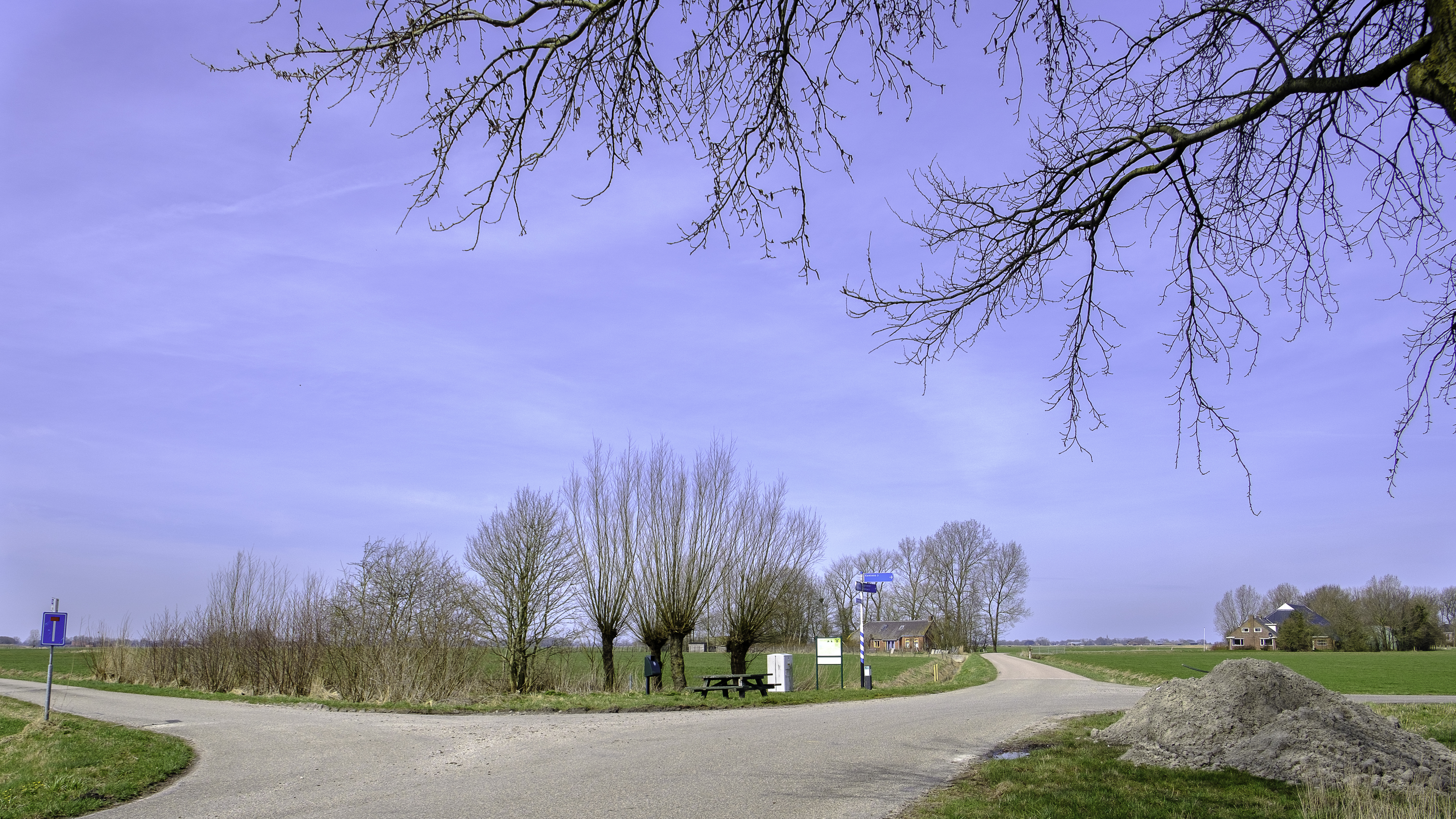
Locatie waar vroeger de arbeiderswoningen Koffiebus en de Theebus stonden.

- Dit dorp heeft de hoogste postcode van Nederland, 9999 XL, en wel aan de Akkemaweg. De Knolweg heeft de nog hogere, fictieve postcodes 9999 XX, ZA en ZZ.
- Op de hoek van de Stitswerderweg met de Bredeweg westzijde stond vroeger een arbeiderswoning (krimpje) met de naam 'Koffiebus'. Aan oostzijde van de weg stond een arbeiderswoning met de naam 'Theebus'. Bij de ruilverkaveling van 1972 zijn beide huisjes gesloopt. Op de plek van de 'Koffiebus' werd later een picknickplaats aangelegd.

## Geboren
- Jacobus Albertus August Uilkens (1866-1939), burgemeester
- Tamme van Hoorn (1886-1948), architect